# This Girl’s in Love with You
This Girl’s in Love with You – album muzyczny Arethy Franklin z 1970 roku wydany przez Atlantic Records.

## Lista utworów
| 1.  | Son of a Preacher Man       | 3:19  |
|     |                             |       |
| 2.  | Share Your Love with Me     | 3:21  |
|     |                             |       |
| 3.  | The Dark End of the Street  | 4:42  |
|     |                             |       |
| 4.  | Let It Be                   | 3:33  |
|     |                             |       |
| 5.  | Eleanor Rigby               | 2:38  |
|     |                             |       |
| 6.  | This Guy's in Love with You | 4:00  |
|     |                             |       |
| 7.  | It Ain't Fair               | 3:22  |
|     |                             |       |
| 8.  | The Weight                  | 2:59  |
|     |                             |       |
| 9.  | Call Me                     | 3:57  |
|     |                             |       |
| 10. | Sit Down and Cry            | 3:52  |
|     |                             |       |
|     |                             | 35:43 |
|     |                             |       |

## Wykonawcy
- Aretha Franklin – wakal i fortepian
- Duane Allman – gitara
- Barry Beckett – keyboard
- Roger Hawkins – perkusja
- Eddie Hinton – gitara
- David Hood – gitara basowa
- Jimmy Johnson – gitara
- Jerry Weaver – gitara